# توني غلوفر
توني غلوفر (بالإنجليزية: Tony Glover)‏ هو مغني وكاتب أغاني أمريكي، ولد في 7 أكتوبر 1939 في منيابولس في الولايات المتحدة.

## وصلات خارجية
- الموقع الرسمي
- توني غلوفر على موقع ميوزك برينز (الإنجليزية)
- توني غلوفر على موقع ديسكوغز (الإنجليزية)